# دژانزگووو (شهرستان پوزنانگ)
دژانزگووو (به لهستانی:  Drzązgowo) یک روستا در لهستان است که در گمینا کوستژن واقع شده‌است. دژانزگووو ۲۶۰ نفر جمعیت دارد.